# Phryxe similis
Phryxe similis är en tvåvingeart som beskrevs av Robineau-desvoidy 1830. Phryxe similis ingår i släktet Phryxe och familjen parasitflugor.
Artens utbredningsområde är Frankrike. Inga underarter finns listade i Catalogue of Life.